# Z245/248、Z247/246次列车
Z245/248、Z247/246次列车是中国铁路运行于湖南省會長沙至中央直轄市上海之间的直达特快列车，自2016年5月15日起按現車次开行，由廣州铁路集團長沙客运段长沪车队负责客运任务，是湖南首班始發進滬列車。列车使用25T型客车，沿京廣铁路和滬昆铁路运行，途经湖南、江西、浙江、上海三省一市，全程1177公里。其中長沙站至上海松江站运行9小时48分，使用车次为Z245/248次，上海松江站至長沙站运行9小时55分，使用车次为Z247/246次。

## 历史

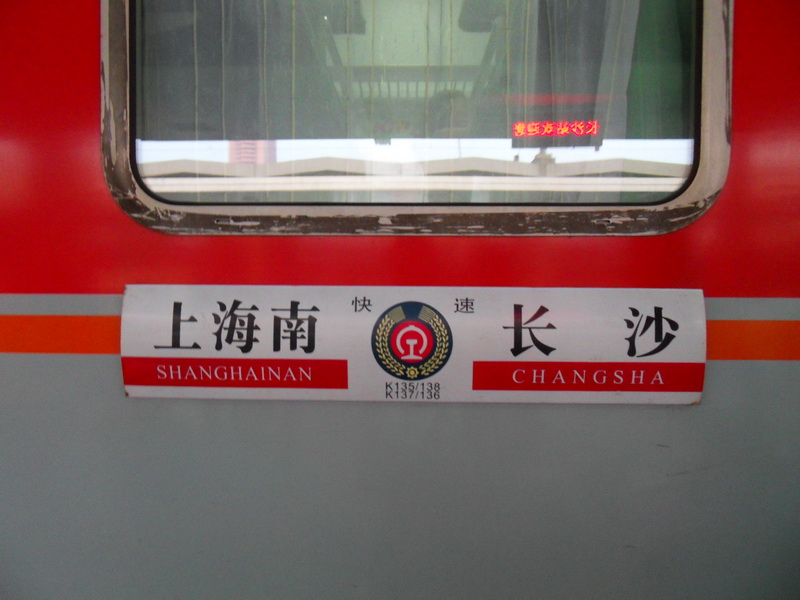
原K135/138、K137/136次列車水牌（攝於2009年9月）

Z245/248、Z247/246次列車的前身是上海至萍乡的直通旅客快车，於1971年8月1日开行。1975年6月1日该车改为隔日终到萍乡和长沙，车次改为205/208、207/206次；同年9月21日起列车运行区间改为上海至长沙，不再终到萍乡:187。
1997年4月1日，中國鐵路實行第一次大提速，205/208、207/206次列車更改車次為405/408、407/406次。次年10月1日，中國鐵路實行第二次大提速，405/408、407/406次列車升級為特快列車，同時更改車次為135/138、137/136次。2000年10月21日，中國鐵路實行第三次大提速，135/138、137/136次列車更改車次為K135/138、K137/136次，同時運行時間由19小時37分壓縮至15小時57分。
2006年7月1日，配合上海南站正式啟用，K135/138、K137/136次列車改為上海南站始發終到。
2007年4月18日，配合中國鐵路實行第六次大提速，K135/138次列車提速2小时20分。
2016年5月15日，K135/138、K137/136次列車升級為直達特快列車，車次改為Z245/248、Z247/246次，同時改為使用25T型客车，運行時刻大幅壓縮，長沙至上海南比此前提速4小時02分，上海南至長沙提速3小時37分。
2025年7月1日起，Z245/248、Z247/246次改在上海松江站始发终到。而在调图前的6月30日，本列车从上海南站发出，成为上海南站始发的最后一趟普速列车。

## 列车编组

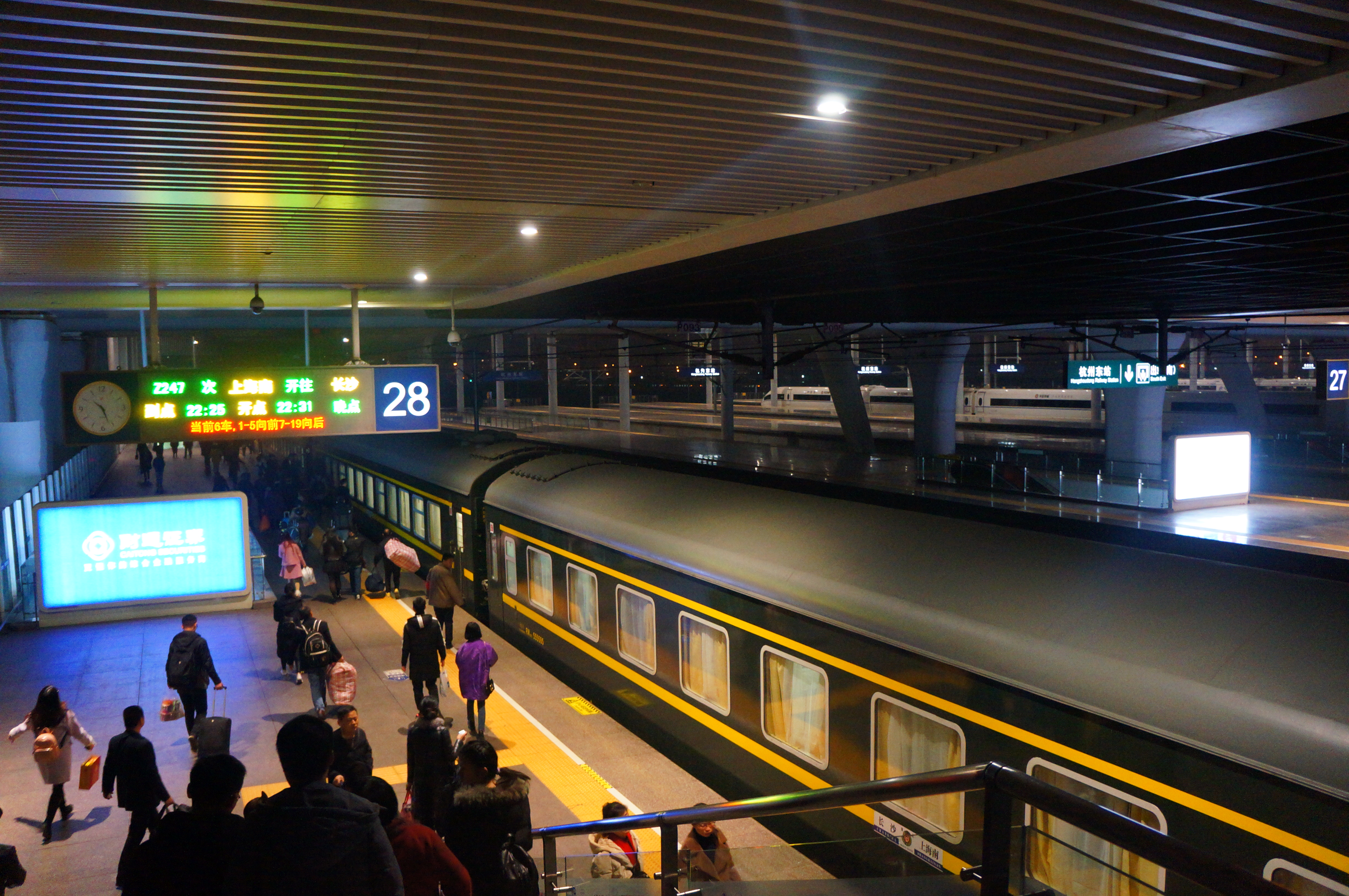
Z247列车编组于杭州东站

Z245/248、Z247/246次列车使用中国铁路25T型客车，配屬廣州局集團長沙車輛段，列車滿編采取19节车厢编组，其中硬座车2辆、硬臥车15辆，軟臥車，高級軟臥車各1辆。
| 列车车厢编号 | 1-2          | 3-8          | 9                | 10           | 11-19        |
| 车型         | YZ25T 硬座车 | YW25T 硬臥车 | RW19T 高級软卧车 | RW25T 软卧车 | YW25T 硬臥车 |

## 机车交路

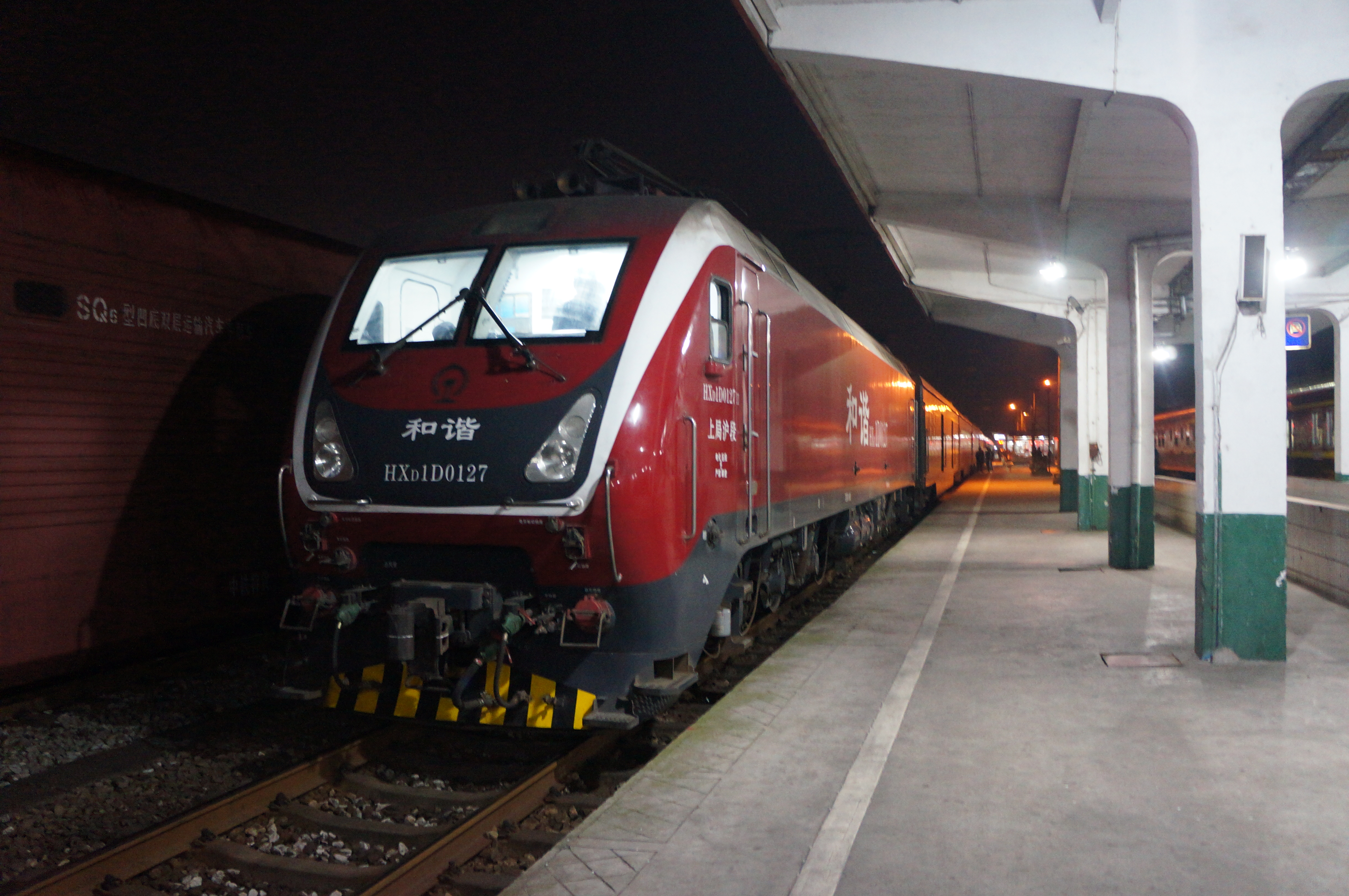
配属上海机务段（上局沪段）的和谐1D型电力机车第0127号牵引Z247次列车于鹰潭站

Z245/248、Z247/246次列车全程由上海局集团使用上海机务段的和諧1D型电力机车牵引，该机车可直接向列车提供电能，用于列车內空调和水炉等设备需要，因此列车不需要再额外加挂一节空调发电车。
| 车站区段               | 长沙 ↔ 上海松江                                   |
| 本务机车 配属 司机更替 | 和谐1D型电力机车 上局沪段 鹰潭/上海司机在鹰潭轮乘 |

## 时刻表

### 现行时刻
- 数据截至2025年7月1日。

| Z245/248次 | Z245/248次 | Z245/248次 | Z245/248次 | Z245/248次 | 停靠站   | Z247/246次 | Z247/246次 | Z247/246次 | Z247/246次 | Z247/246次 |
| 车次       | 里程       | 天数       | 到点       | 开点       | 停靠站   | 到点       | 开点       | 天数       | 里程       | 车次       |
| ---------- | ---------- | ---------- | ---------- | ---------- | -------- | ---------- | ---------- | ---------- | ---------- | ---------- |
| Z245       | 0          | 当日       | —          | 20:30      | 長沙     | 06:55      | —          | 次日       | 1177       | Z246       |
| Z248       | 52         | 当日       | 21:12      | 21:19      | 株洲     | 06:10      | 06:16      | 次日       | 1125       | Z246       |
| Z248       | —          | 次日       | ↓          | ↓          | 鷹潭     | 02:40      | 02:46      | 次日       | 673        | Z247       |
| Z248       | 817        | 次日       | 03:14      | 03:20      | 金華     | 00:07      | 00:13      | 次日       | 360        | Z247       |
| Z248       | 989        | 次日       | 04:36      | 04:42      | 杭州南   | 22:33      | 22:45      | 当日       | 188        | Z247       |
| Z248       | 1069       | 次日       | 05:24      | 05:27      | 海宁     | ↑          | ↑          | 当日       | —          | Z247       |
| Z248       | 1097       | 次日       | 05:43      | 05:47      | 嘉興     | 21:30      | 21:34      | 当日       | 80         | Z247       |
| Z248       | 1177       | 次日       | 06:18      | —          | 上海松江 | —          | 21:00      | 当日       | 0          | Z247       |

### 历史时刻
| K135/138次 | K135/138次   | K135/138次 | K135/138次 | K135/138次 | 停靠站 | K137/136次 | K137/136次 | K137/136次 | K137/136次   | K137/136次 |
| 车次       | 里程（千米） | 天数       | 到点       | 开点       | 停靠站 | 到点       | 开点       | 天数       | 里程（千米） | 车次       |
| ---------- | ------------ | ---------- | ---------- | ---------- | ------ | ---------- | ---------- | ---------- | ------------ | ---------- |
| K135       | 0            | 当日       | —          | 18:30      | 長沙   | 07:34      | —          | 次日       | 1177         | K136       |
| K138       | 52           | 当日       | 19:10      | 19:18      | 株洲   | 06:47      | 06:55      | 次日       | 1125         | K136       |
| K138       | 504          | 次日       | 00:07      | 00:12      | 鷹潭   | 00:49      | 00:59      | 次日       | 673          | K137       |
| K138       | 817          | 次日       | 04:00      | 04:08      | 金華西 | 21:27      | 21:33      | 当日       | 360          | K137       |
| K138       | 1010         | 次日       | 06:20      | 06:31      | 杭州東 | 19:22      | 19:30      | 当日       | 167          | K137       |
| K138       | 1177         | 次日       | 08:18      | —          | 上海南 | —          | 17:08      | 当日       | 0            | K137       |

## 事故

### 1988年列车相撞事故
1988年3月24日，一列由ND2型柴油机车牵引、自南京开往杭州的311次旅客列车，运行到沪杭铁路外环线（下行线）匡巷站时并没有停车。按行车计划，该列车本应在匡巷站停车，会让从长沙开往上海的208次旅客列车。但是由于311次列车的两名司机严重违章失职，将接听车站紧急呼叫的无线列调电话关闭，又没有认真瞭望，导致列车冒进信号，挤坏道岔并衝入上行线，在下午2时19分与正要进站的208次旅客列车发生正面相撞，事故发生位置位于今天的沪昆铁路12K+700M处。事故发生后208次机车后方的行李车竟压在机车上方，而311次列车机车后的第一辆软座车更插入第二辆软座车中，陷入的深度达车长的一半以上。在事故中共造成旅客及乘务员死亡28人，重伤20人，轻伤79人，其中坐在第二辆软座车的日本旅客死亡27人，重伤9人，轻伤28人，这些日本旅客都是到中国访问和旅游的日本高知市青少年修学旅行团，当中死伤者包括教师1人外，其余都是16岁以下的中学生；208次列车检车员死亡1人。机车大破报废2辆，中破1辆，沪杭铁路中断正线行车23小时07分。该事故至今仍然是中国铁路事故中外籍旅客伤亡最多的一次。国务院代总理李鹏事后致电日本内阁总理大臣竹下登，向此次遇难的日本学生和家属表示深切慰问，并指示有关方面全力抢救人员，做好善后工作。事后为方便于日本死者亲友祭扫死者，在当时事故发生位置设立了一个祭台，并种了两棵松柏树。